# ABN AMRO World Tennis Tournament 2017
ABN AMRO World Tennis Tournament 2017 byl tenisový turnaj pořádaný jako součást mužského okruhu ATP World Tour, který se odehrával v aréně Ahoy Rotterdam na krytých dvorcích s tvrdým povrchem Pro Flex. Konal se mezi 13. až 19. únorem 2017 v nizozemském Rotterdamu jako čtyřicátý pátý ročník turnaje.
Turnaj s rozpočtem 1 854 365 eur patřil do kategorie ATP World Tour 500. Nejvýše nasazeným hráčem ve dvouhře se stal sedmý hráč světa Marin Čilić z Chorvatska. Jako poslední přímý účastník hlavní singlové soutěže nastoupil 51. německý hráč žebříčku Mischa Zverev.
Po 17měsíčním čekání na singlovou trofej vyhrál turnaj Francouz Jo-Wilfried Tsonga. Premiérový společný titul ze čtyřhry získal chorvatsko-španělský pár Ivan Dodig a Marcel Granollers, jenž uzavřel deblové partnertství pro sezónu 2017.

## Distribuce bodů a finančních odměn

### Distribuce bodů
| Soutěž  | vítězové | finalisté | semifinalisté | čtvrtfinalisté | 16 v kole | 32 v kole | Q3 | Q2 | Q1 |
| ------- | -------- | --------- | ------------- | -------------- | --------- | --------- | -- | -- | -- |
| dvouhra | 500      | 300       | 180           | 90             | 45        | 0         | 20 | 10 | 0  |
| čtyřhra | 500      | 300       | 180           | 90             | 0         | —         | —  | —  | —  |

### Finanční odměny
| dvouhra                                     | €371 620 | €182 185 | €91 680 | €46 620 | €24 210 | €12 770 |
| čtyřhra                                     | €111 890 | €54 780  | €27 480 | €14 100 | €7 290  | —       |
| částka v deblových soutěžích uváděna na pár |          |          |         |         |         |         |

## Mužská dvouhra

### Nasazení
| Stát                         | Hráč                  | ATP | Nasazení |
| ---------------------------- | --------------------- | --- | -------- |
| Chorvatsko                   | Marin Čilić           | 7.  | 1.       |
| Rakousko                     | Dominic Thiem         | 8.  | 2.       |
| Belgie                       | David Goffin          | 11  | 3        |
| Česko                        | Tomáš Berdych         | 12. | 4.       |
| Bulharsko                    | Grigor Dimitrov       | 13. | 5.       |
| Francie                      | Jo-Wilfried Tsonga    | 14. | 6.       |
| Španělsko                    | Roberto Bautista Agut | 16. | 7.       |
| Francie                      | Lucas Pouille         | 17. | 8.       |
| Žebříček ATP k 6. únoru 2017 |                       |     |          |

### Jiné formy účasti
Následující hráči obdrželi divokou kartu do hlavní soutěže:
- Tallon Griekspoor
- Robin Haase
- Stefanos Tsitsipas

Následující hráči postoupili z kvalifikace:
- Aljaž Bedene
- Marius Copil
- Jevgenij Donskoj
- Pierre-Hugues Herbert

Následující hráč postoupil jako tzv. šťastný poražený:
- Denis Istomin

### Odhlášení
před zahájením turnaje
- Marcos Baghdatis → nahradil jej  Borna Ćorić
- Roberto Bautista Agut → nahradil jej  Denis Istomin
- Rafael Nadal → nahradil jej  Florian Mayer
- Stan Wawrinka (poranění kolene) → nahradil jej Benoît Paire

## Mužská čtyřhra

### Nasazení
| Stát                                                                                  | Hráč                  | Stát      | Hráč              | ATP | Nasazení |
| ------------------------------------------------------------------------------------- | --------------------- | --------- | ----------------- | --- | -------- |
| Francie                                                                               | Pierre-Hugues Herbert | Francie   | Nicolas Mahut     | 3.  | 1.       |
| Španělsko                                                                             | Feliciano López       | Španělsko | Marc López        | 23. | 2.       |
| Chorvatsko                                                                            | Ivan Dodig            | Španělsko | Marcel Granollers | 30. | 3.       |
| Polsko                                                                                | Łukasz Kubot          | Brazílie  | Marcelo Melo      | 30. | 4.       |
| Žebříček ATP k 6. únoru 2017; číslo je součtem žebříčkového postavení obou členů páru |                       |           |                   |     |          |

### Jiné formy účasti
Následující páry obdržely divokou kartu do hlavní soutěže:
- Robin Haase /  Glenn Smits
- Wesley Koolhof /  Matwé Middelkoop

Následující pár postoupil z kvalifikace:
- Tallon Griekspoor /  Niels Lootsma

## Přehled finále

### Mužská dvouhra
- Jo-Wilfried Tsonga vs.  David Goffin, 4–6, 6–4, 6–1

### Mužská čtyřhra
- Ivan Dodig /  Marcel Granollers vs.  Wesley Koolhof /  Matwé Middelkoop, 7–6(7–5), 6–3